# Pravoslavná církevní obec v Roudnici nad Labem
Pravoslavná církevní obec v Roudnici nad Labem při chrámu svatého Josefa Snoubence je církevní správní jednotka sdružující společenství pravoslavných věřících v Roudnici nad Labem a okolí.

## Historie farnosti
Kaple sv. Josefa (který je v katolické tradici vnímán jako jeden z patronů umírajících lidí) byla postavena v letech 1776-1777 jako součást někdejšího městského špitálu. Kaple vždy patřila městu. V pozdější době přestala být liturgicky užívána. V roce 1983 proběhla rekonstrukce. 
V roce 2011 vyjednal tehdejší duchovní správce pravoslavné církevní obce v Litoměřicích, archimandrita ThDr. Martin Marek Krupica, Th.D. možnost využívat kapli pro pravoslavné bohoslužby. Reagoval tím na větší množství pravoslavných věřících, kteří do Litoměřic začali dojíždět právě z Roudnice a okolí, a on jako jejich duchovní jim chtěl usnadnit přístup k bohoslužbám. Roudnická kaple se tak stala filiálkou litoměřické církevní obce. Nedlouho poté byla přímo v Roudnici zřízena samostatná církevní obec a byl pro ni vysvěcen kněz Miroslav Šantin, který dojížděl z Litoměřic a posléze z Liběchova. 
V interiéru byl instalován ikonostas, respektující svým tvaroslovím barokní architekturu kaple. Ikony pro ikonostas, který s pomocníky stavěl otec Miroslav (v r. 2011), vytvořil žalmista a ikonopisec Anton Jaržombek z Litoměřic (v letech 2011-2014).
Po úmrtí otce Miroslava byl duchovní správou pověřen otec Ivan Přemysl Hadrava. 

### Duchovní správcové vedoucí farnost
- 2011-2022 prvofarář Miroslav Šantin, duchovní správce
- 2022-úřadující o. Ivan Přemysl Hadrava, administrátor[3]

## Galerie

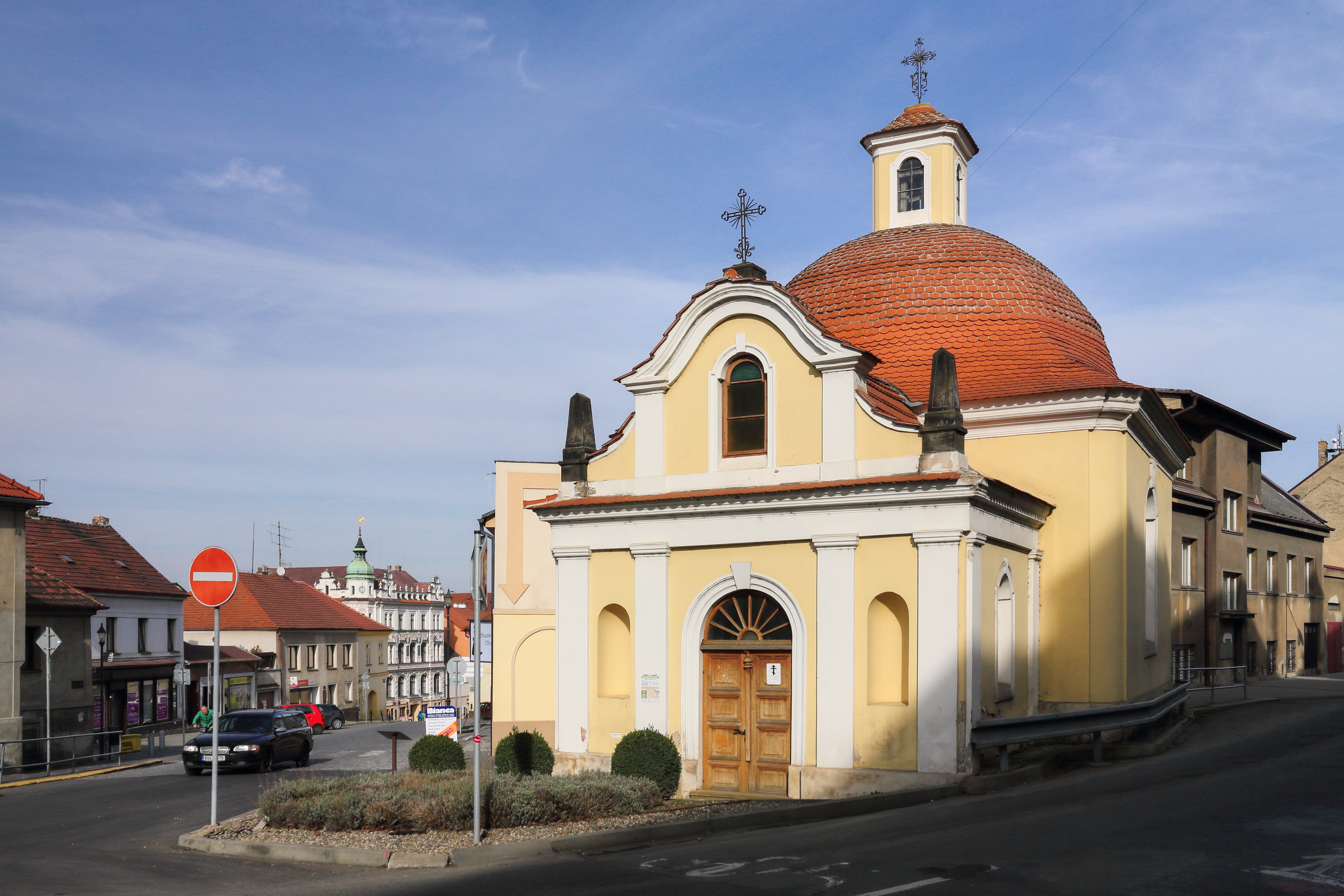
Chrám sv. Josefa v Roudnici nad Labem
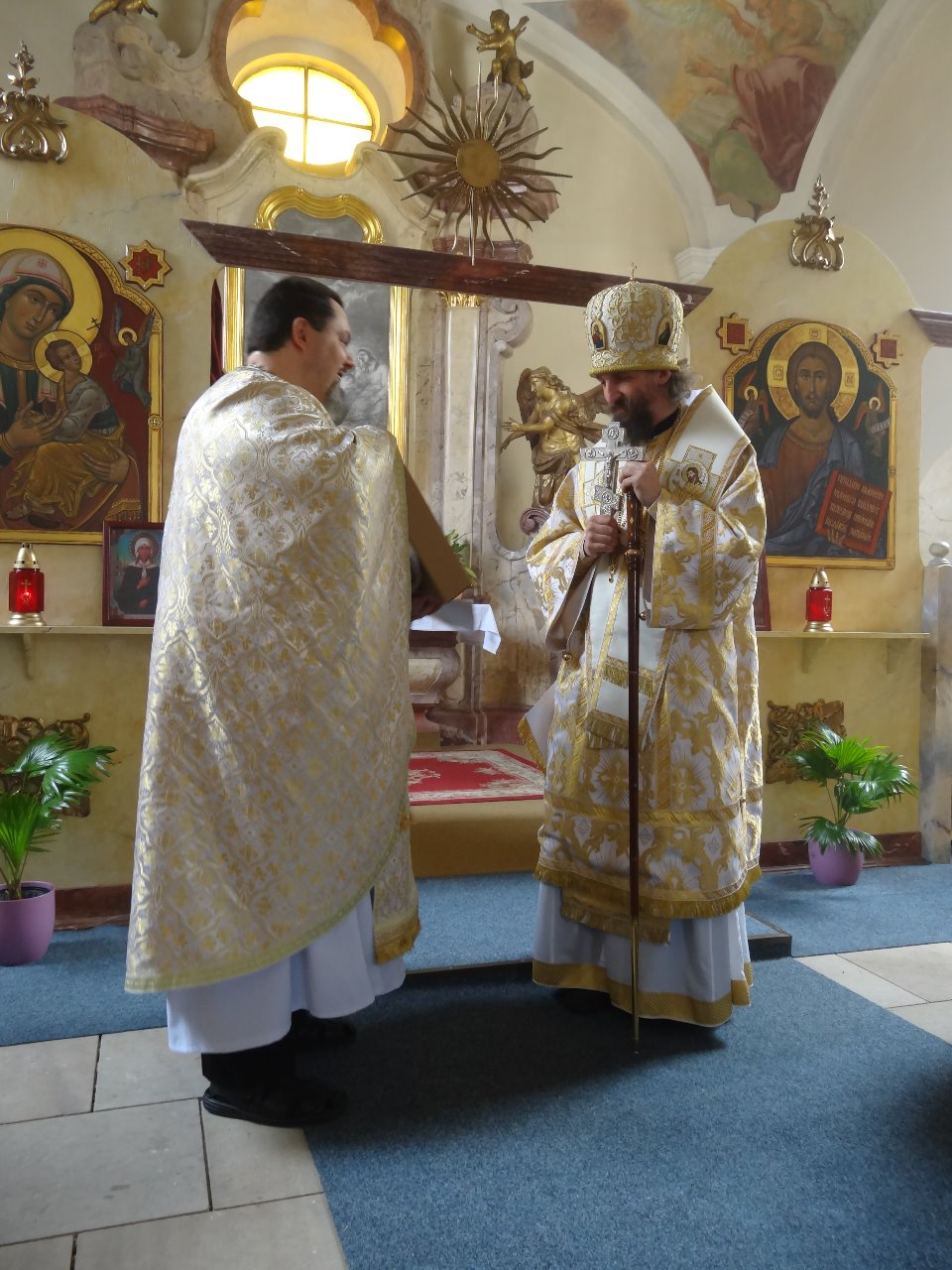
Arcibiskup Jáchym s mitrou a žehnacím křížem a farář Miroslav Šantin v chrámu sv. Josefa (2014)
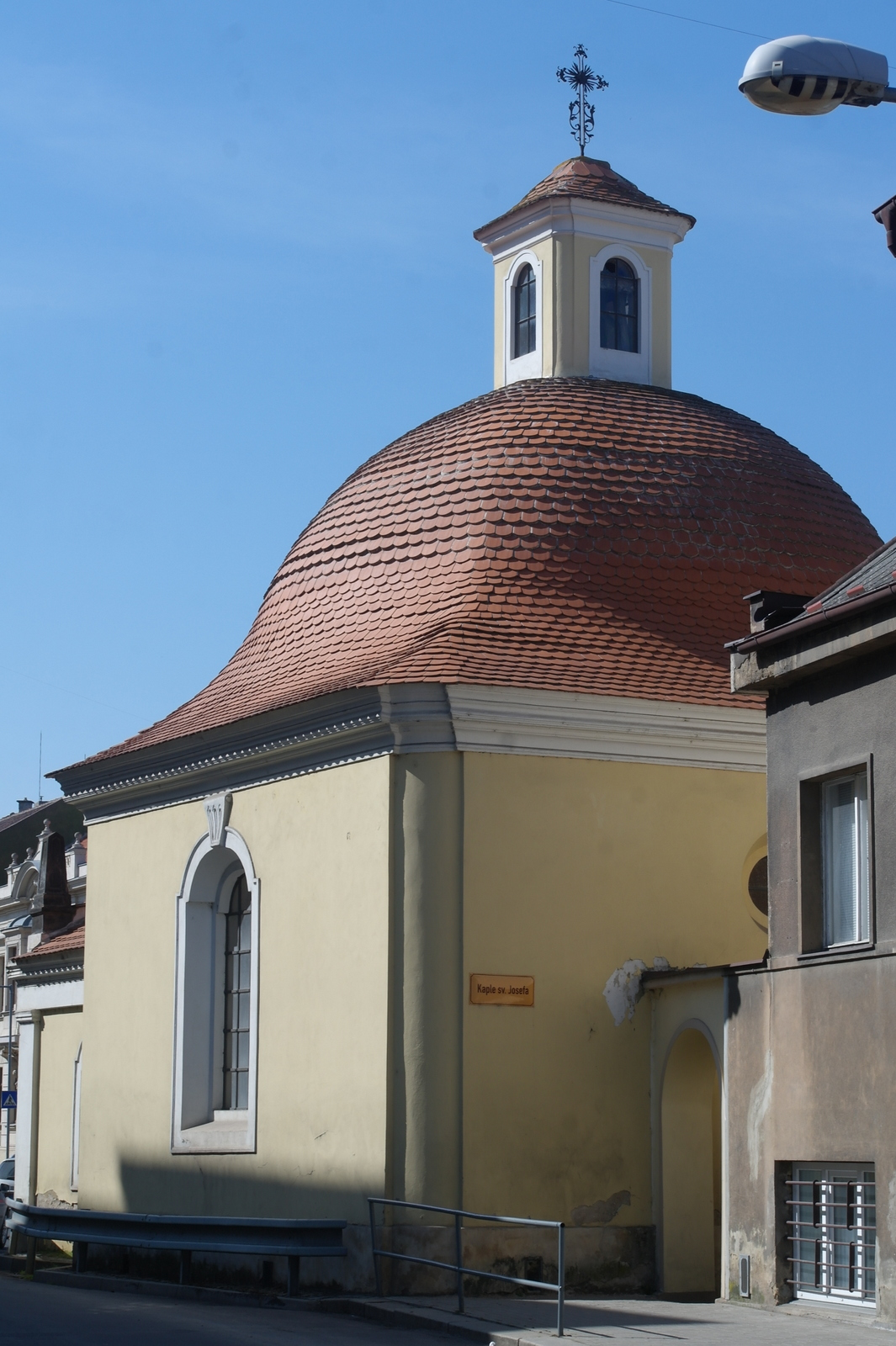
Chrám sv. Josefa, pohled z rohu ulice Riegrova a Nerudova (před rekonstrukcí vozovky)
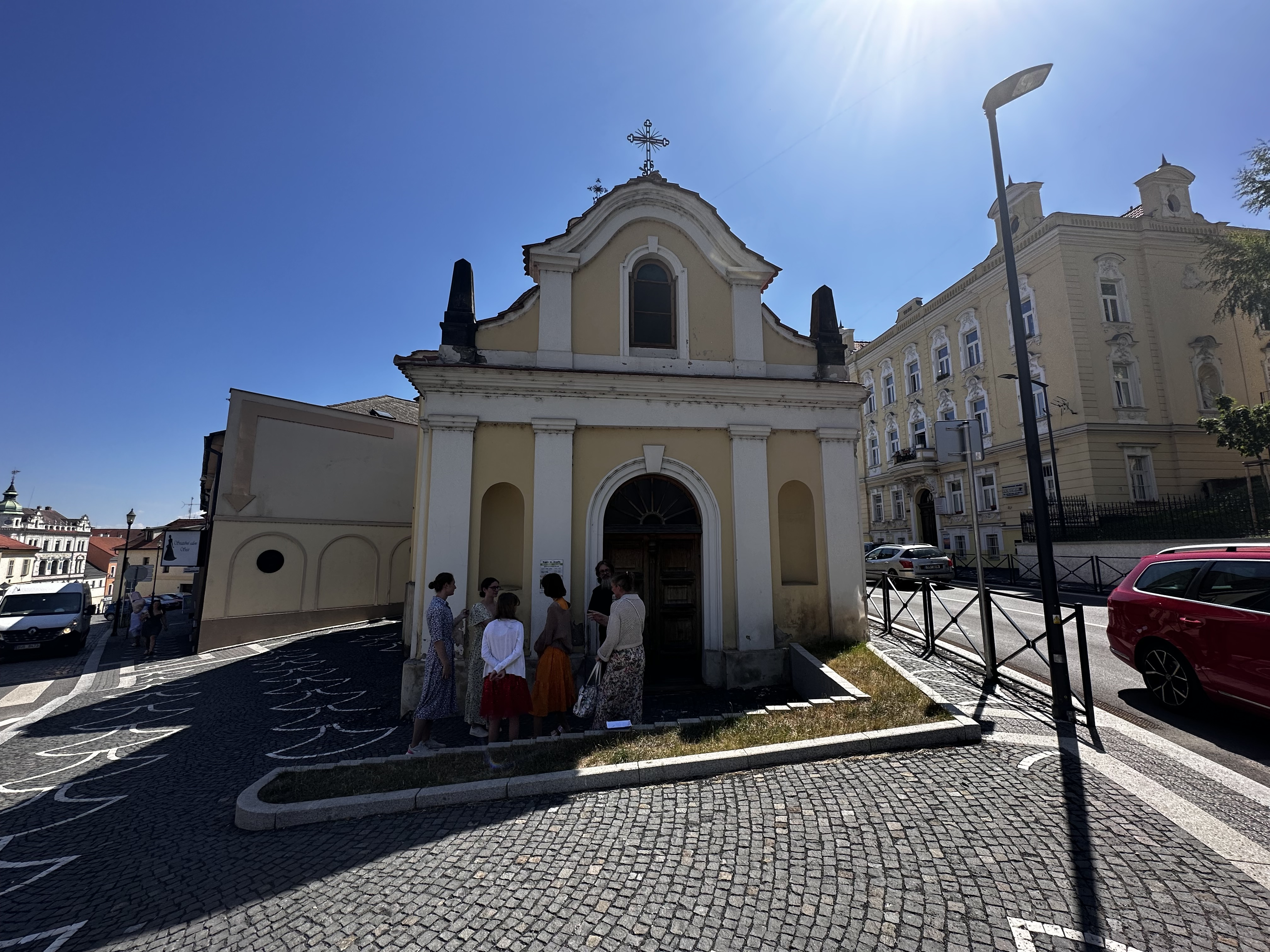
Chrám sv. Josefa s rekonstruovaným chodníkem, nově jde chrám obejít ze všech stran, včetně Nerudovy ulice (2023)